# Anh Dao Traxel
Anh Dao Traxel (* 22. August 1958 im Süden Saigons, Vietnam) ist eine vietnamesisch-französische Autorin, die zwei Jahre lang beim damaligen Pariser Bürgermeister Jacques Chirac in Frankreich lebte und darüber zwei Bücher schrieb.

## Leben
Traxel wurde als fünftes von neun Kindern eines Schuldirektor in Vietnam geboren. Nach dem Fall von Saigon im Vietnamkrieg wurde ihr Vater verhaftet. Sie floh mit dem Boot ins Exil und verbrachte einige Monate in einem Flüchtlingslager in Malaysia. Auf ihrer Flucht wurde sie brutal behandelt.
Am 19. Juli 1979 kam sie schließlich gemeinsam mit 250 anderen Bootsflüchtlingen am Pariser Flughafen Roissy an. Dort wurde Jacques Chirac auf die verängstigte junge Frau aufmerksam und entschloss sich spontan, sie bei sich aufzunehmen. Nachdem er mit einem Pfarrer gesprochen hatte, der die Vietnamesen betreute, forderte er ihn auf: „Sagen Sie der Kleinen, dass sie aufhört zu weinen, ich nehme sie mit nach Hause.“ Dann reichte er der jungen Frau ein weißes Taschentuch. Sie lebte bis 1981 zusammen mit Chirac, seiner Frau Bernadette und ihren Töchtern Laurence und Claude in der Wohnung des Pariser Rathauses und im privaten Schloss der Familie in Sarran. Chirac bezeichnete sie als seine Adoptivtochter, auch wenn er eine Adoption offiziell nie beantragt hat, weil sie bereits volljährig war. Auch in den französischen Medien wird sie als Chiracs Adoptivtochter bezeichnet.
Anh Dao Traxel ist in zweiter Ehe mit dem Polizisten Marc Traxel verheiratet und hat vier Kinder: Bernard, Laurence, Jacques und Cassandre. Die Namen der ersten drei Kinder erinnern an das Ehepaar Chirac und seine erstgeborene Tochter. Anh Dao Traxel ist Präsidentin einer europäischen Organisation, die sich um die Hinterbliebenen von im Dienst gestorbenen Beamten kümmert (Étoile européenne du dévouement civil et militaire).
Ihr 2006 veröffentlichtes Buch La Fille de Cœur war in Frankreich umstritten, insbesondere weil es ein überaus positives Bild des Staatspräsidenten zeichnete. Sie beschrieb darin ihre Flucht als Weg „von der Hölle ins Paradies“ und ihre Aufnahme in der Familie Chirac als „Wiedergeburt in die Freiheit“. Traxel äußerte sich allerdings in einem Interview mit der Zeitung Var-Matin im Jahr 2011 kritisch über Bernadette Chirac, die sie nicht genügend unterstützt habe, und über Claude Chirac, die ihr angeblich „immer moralische Lektionen erteilen wollte“.
Im Jahr 2014 veröffentlichte sie ein zweites Buch über ihre Erlebnisse bei der Familie Chirac. Zu dieser Zeit hatte sie den Kontakt seit zwei Jahren verloren und litt unter der Trennung von Jacques Chirac. Sie sagte: „Ich vermisse die Liebe meines Vaters.“ Sie schilderte in dem Buch auch die Konflikte in ihrer Beziehung zu Bernadette und Claude Chirac. Sie sagte, man habe sie nur so lange als Teil der Familie behandelt, wie dies für das Image des Politikers Jacques Chirac vorteilhaft war, um seinen Aufstieg zu fördern. Es schmerzte sie, dass sie Chirac nach seiner Wahl zum Staatspräsidenten im Jahr 1995 nie im Élysée-Palast besuchen durfte. Seine Mitarbeiter hätten ihr zu verstehen gegeben, dass er sich nun als Präsident Frankreichs um anderes zu kümmern habe. Das Buch verschärfte die Spannungen zwischen den Beteiligten. Chiracs Familie war ohnehin empört über Traxel, nachdem sie sich öffentlich über Chiracs nachlassenden Gesundheitszustand geäußert hatte. Als Chirac im September 2019 starb, wurde Anh Dao Traxel nicht zur Trauerfeier eingeladen.

## Autobiografien
- La Fille de Cœur. Flammarion Ed., 2006, ISBN 2-08-068894-4.
- Chirac, une famille pas ordinaire. Editions Hugo & Compagnie, Paris 2014, ISBN 2755615133.